# Lewiston (Michigan)
Lewiston – jednostka osadnicza w Stanach Zjednoczonych, w stanie Michigan, w hrabstwie Montmorency.